# Вильгельм Ипрский
Вильгельм (Гильом) Ипрский (фр. Guillaume d’Ypres, англ. William of Ypres; 1090-е — 1164 или 1165) — фламандский дворянин, претендент на престол графства Фландрия в 1119 и 1127—1128 годах, близкий соратник английского короля Стефана Блуаского, капитан фламандских наёмников и активный участник гражданской войны в Англии 1135—1154 годов на стороне последнего. В ряде источников ошибочно назван с титулом «граф Кент».
Вильгельм был бастардом Филиппа де Ло, второго сына графа Фландрии Роберта I. После того как в 1119 году умер граф Бодуэн VII, не имевший детей, он стал единственным выжившим внуком графа Роберта и претендовал на титул графа Фландрии, однако был вынужден признать правителем двоюродного брата Карла Доброго. После убийства графа в 1127 году Вильгельм вновь попытался получить Фландрию, однако из-за вмешательства короля Франции Людовика VI графом стал Вильгельм Клитон, захватившего Вильгельма Ипрского в плен и заставившего признать его правителем Фландрии.
Около 1130 года Вильгельм Ирпский поднял восстание против нового графа, Тьерри Эльзасского, но проиграл и был вынужден отправиться в изгнание. Не позже 1137 года он оказался на службе у короля Англии Стефана Блуаского, став его доверенным лицом в Кенте, пользуясь там такими же правами, что и другие английские графы, но сам он этим титулом никогда не пользовался. Вильгельм неизменно поддерживал короля против императрицы Матильды, претендовавшей на английский престол, но после того, как на престол в 1154 году взошёл Генрих II Плантагенет, перебрался на родину, где и умер.

## Происхождение
Вильгельм происходил из Фландрского дома, представители которого были правителями графства Фландрия с IX века. Его отцом был Филипп, сеньор Ло, второй сын графа Фландрии Роберта I (умер в 1093), младший брат графа Роберта II (умер в 1111). Владения Филиппа располагались вокруг Ло к северу от Ипра. В засвидетельствованных им хартиях он упоминается как граф Ипра. Филипп никогда не был женат, поэтому у историков нет сомнений в том, что Вильгельм был незаконнорождённым. Об этом же пишут и современные ему хронисты. Так Сугерий называет того «Вильгельм Бастард». Гальберт Брюггский цитирует письмо французского короля Людовика VI, в котором он указывается как «незаконнорожденный, рождённый от благородного отца и неблагородной матери, которая продолжала вязать шерсть, пока была жива». Хроника Сен-Бертена, не настроенная к Вильгельму враждебно, также утверждает, что он был сыном Филиппа от наложницы. Имя его матери ни в каких источниках не упоминается.
Дата рождения Вильгельма неизвестна. Существует версия, что он родился в 1090 году, однако, как указывает автор «Оксфордского биографического словаря», это лишь предположение, поэтому правдоподобны и более поздние даты в 1090-е годы. Хроники упоминают, что он женился в 1119 году на племяннице Клеменции Бургундской, жены графа Роберта II Фландрского, но никакой дополнительной информации не сообщают.
В хрониках вскользь упоминается о двух братьях Вильгельма: Теобальде Сореле, которого упоминает в 1127 году Гальберт Брюггский, и Ренгер, имя которого встречается в хартии Вильгельма, датированной 1139 или 1140 годом. Известна также его родственница по имени Лелиоса, упоминаемая в хартии 1162 года, дочь Теобальда д’Эйра, который, возможно, является одним лицом с Тебальдом Сореле.

## Борьба за фландрский престол
После смерти отца Вильгельм не унаследовал никакого титула. В хартии 1118 года он упоминается просто как «Вильгельм, сын графа Филиппа». Но, когда в 1119 году умер его двоюродный брат, граф Фландрии Бодуэн VII, не имевший детей, он стал единственным выжившим внуком графа Роберта I по мужской линии. В результате вдова Роберта II, Клеменция Бургундская, на племяннице которой был женат Вильгельм, и её второй муж герцог Годфрид Брабантский, выдвинули его кандидатуру в качестве кандидата на вакантный престол. При этом сам покойный граф Бодуэн своим наследником назвал другого двоюродного брата — Карла Доброго, сына Аделы Фландрской, дочери Роберта I, и датского короля Кнуда IV Святого. Именно он и вышел победителем в схватке за престол. Как отмечает Ричард Илс, не исключено, что он был пешкой, которой манипулировали другие. В любом случае, Вильгельм признал поражение и занял видное место при дворе родственника как фактический граф Ипра и других владений, которыми управлял его отец.
2 марта 1127 года Карл Добрый был убит во время молитвы в Брюгге членами рода Эрембальд — большой семьи рыцарей и чиновников, которые боялись потерять власть из-за нового графа. Вильгельм немедленно вновь предъявил права на престол, потребовав, чтобы подвластные ему люди признали его графом. Две хроники XII века по разному описывают эти события. Так Гальберт Брюггский утверждает, что Вильгельм действовал «по совету убийц» и что он ложно утверждал, что пользуется поддержкой короля Англии Генриха I. Готье Теруанский же более нейтрален, сообщая, что Вильгельм хотел обеспечить порядок. Пока представители семьи Эрембальдов сражались в Брюгге против своих врагов, претендент порвал все связи, которые у него могли быть с убийцами. Более того, 20 марта он казнил попавшего к нему в руки одного из их лидеров.
Однако устремления Вильгельма провалились, частично, из-за вмешательства короля Франции Людовика VI, выдвинувшего собственного кандидата — Вильгельма Клитона, сына герцога Нормандии Роберта Куртгёза, бабушка которого, Матильда, жена короля Англии Вильгельма I Завоевателя, была сестрой графа Роберта I. Чтобы продвинуть эту кандидатуру, французский король лично прибыл в Аррас. К концу марта Вильгельм Клитон смог заручиться поддержкой многих фламандских дворян, а горожане Брюгге и Гента приняли его в обмен на расширенные привилегии. К 26 марта он был настолько силён, что атаковал Ипр, захватил соперника в плен, а жители города также признали его герцогом. В сентябре Вильгельм Ипрский был доставлен в Брюгге, где проводилось расследование убийства Карла Доброго, чтобы выявить всех, причастных к нему. Не исключено, что графа Ипра также рассматривали в числе них. Но если и так, он смог избежать последствий и в марте 1128 года был освобождён, принеся клятву Вильгельму Клитону.
Впрочем, вскоре Клитон оттолкнул от себя многих первоначальных сторонников, а также столкнулся с противодействием нового претендента на Фландрию — Тьерри Эльзасского, сына Гертруды Фландрской, ещё одной дочери графа Роберта I. В июле 1128 года Клитон был убит при осаде Алста, после чего Тьерри стал новым графом. Около 1130 года Вильгельм поднял восстание в районе Ипра, но неизвестны ни его мотивы, ни то, что во время него происходило. Известно только, что он потерпел неудачу и около 1133—1135 годов был вынужден отправиться в изгнание.
Исследователи ранней карьеры Вильгельма Ипрского в целом изображали его в качестве безжалостного оппортуниста, бросившего своих неприятных союзников Эрембальдов только тогда, когда они были обречены на поражение. Но, как отмечает Р. Илс, его попытки укрепить власть после начавшихся беспорядков были вполне обоснованы, а изменившееся отношение к убийцам, вероятно, произошло очень быстро после того, как он получил более полную информацию о произошедшем в Брюгге. При этом попытки Вильгельма стать графом Фландрии всегда встречали сопротивление в первую очередь со стороны короля Франции Людовика VI, который, возможно, рассматривал его как потенциального союзника короля Англии Генриха I. В 1127 году у претендента было достаточно большое количество союзников. Гальберт Брюггский указывает, что в подчинении Вильгельма находилось 300 рыцарей, и что многие слуги Карла Доброго присоединились к нему. Р. Илс считает, что это связано не только с правами наследования, но и с уважением к нему и его способностями заручиться поддержкой; при этом некоторые из них последовали за Вильгельмом в изгнание, хотя известно мало имён его соратников. Историк полагает, что окончательный провал политических амбиций претендента во Фландрии не доказывает, что он был особенно беспринципен или что ему не хватало способностей.

## Карьера в Англии

### Участие в гражданской войне
Принято считать, что Вильгельм Ипрский последовал в Англию за Стефаном Блуаским, племянником короля Генриха I, вскоре после того, как тот в декабре 1135 года захватил английский трон, и активно начал действовать там уже в 1136 году. Однако не существует достоверных доказательств подобного. Известно, что к 1137 году Вильгельм занимал видное положение при дворе Стефана, возглавляя отряд фламандцев в составе армии, которую король выступил против графа Жоффруа Анжуйского в Нормандии. Р. Илс считает, что, возможно, именно тогда он впервые присоединился к Стефану. Ордерик Виталий и другие хронисты сообщают, что Вильгельму не терпелось вступить в сражение, но некоторых нормандских баронов возмутило влияние фламандца на короля, в результате чего вспыхнула ссора, заставившая Стефана отказаться от военной кампании. В мае 1138 года король без колебаний снова отправил Вильгельма в Нормандию вместе с Валераном, графом Мёлена, чтобы навести там порядок. Однако союз анжуйцев с Робертом Глостерским затруднил их миссию.
Вильгельм вернулся в Англию, возможно, в том же году; он точно был там июню 1139 года. Хроники упоминают об его участии в некоторых важных эпизодах правления Стефана: он участвовал в аресте епископов в 1139 году и битве при Линкольне в феврале 1141 года, во время которой Стефан был взят в плен. Вильгельм с большинством баронов, сторонников короля, бежал в Линкольн. Это позволило ему в дальнейшем сыграть ключевую роль в последующем восстановлении Стефана на троне: объединив в Кенте силы с его женой Матильдой, Вильгельм в сентябре разгромил анжуйскую армию, осаждавшую Уинчестер. При этом захват Роберта Глостерского, который под его охраной содержался в Рочестерском замке, дал возможность в ноябре обменять того на короля Стефана.

### Правитель в Кенте
Политическое значение Вильгельма во многом базировалось на том, что он занимал прочные позиции в Кенте. Местный, хотя и писавший после описываемых событий хронист Гервасий Кентерберийский связывает наделением там фламандца владениями в связи с вторжением императрицы Матильды в Англию — в качестве реакции на него. Поэтому, по мнению Р. Илса, Вильгельм оказался в Кенте не в 1136 году, как обычно предполагают исследователи, а в 1138—1139 годах.
Для военных усилий Стефана была важна торговля с Фландрией и фламандские наёмники, поэтому Кент был передан Вильгельму. В некоторых источниках его ошибочно именуют «граф Кента», графским титулом он не пользовался. Так Гервасий Кентерберийский описывает его как «принявшего под опеку весь Кент» и «владеющего графством». Р. Илс считает, что, возможно, Вильгельм опасался оскорбить графа Фландрии Тьерри Эльзасского. Однако он пользовался всеми правами, аналогичными тем, которым обладали владельцы других графских титулов, созданных Стефаном в 1138—1140 годах.
Гервасий Кентерберийский осуждает деятельность фламандцев в Кенте, называя их «подобными волкам», а архиепископ Кентерберийский Теобальд в письме к папе Адриану IV, датированном 1156/1157 годом, описал Вильгельма как «печально известного тирана и гонителя нашей церкви». Связано подобное, по мнению Р. Илса, было со сменой власти в 1154 году, когда королём стал Генрих II Плантагенет, противник Стефана Блуаского. Историки указывают на более сложную картину его сотрудничества с церковью, включая попытку Вильгельма заключить в 1148 году мир между архиепископом Теобальдом и королём. Кроме того, он делал пожертвования церкви, в том числе около 1146 года основал цистерцианский дом в Боксли.
За время правления Стефана Вильгельм засвидетельствовал около 55 хартий, при этом ни одна не может быть датирована ранее 1138 года, что, по мнению Р. Илса, является свидетельством того, что именно тогда его влияние при дворе увеличилось. При этом ни одна хартия не может быть датирована позже 1148 года. Согласно имеющимся свидетельствам, Вильгельм не находился в непосредственной близости от короля, а делил своё время между управлением Кента, королевским двором и независимыми комиссиями, военными или иными. При этом он не был просто военным наёмником, поскольку его деятельность включала в себя гораздо больше задач. При этом неизвестно, был ли Вильгельм «человеком насилия», как его описывали некоторые хронисты. Местные хроники обвиняли его в том, что он в 1143 году угрожал аббатству Сент-Олбанс и отбирал деньги для короля у Абингдонского аббатства. Вильям Мальмсберийский указывает, что в 1141 году Вильгельм сжёг Уэрвеллское аббатство. По последнему эпизоду Р. Илс отмечает, что немногие историки сочли подобное чем-то выходящим за практику обычного ведения войны в XII веке, тем более что в аббатстве перед его сожжением укрепились сторонники императрицы Матильды.
Кроме Англии, Вильгельм имел хорошие связи с Булонским графством, принадлежавшем Стефану. Там он был свидетелем одной из хартий королевы Матильды, датированной 1142—1147 годами.

## Отставка и смерть
После 1148 года роль Вильгельма в управлении королевством резко упала или, возможно, стала более локализованной, в то время как структура власти в Англии зашла в тупик. Некоторые поздние источники сообщают, что он ослеп, но даже если сообщения и правдивы, неизвестно, когда и при каких обстоятельствах подобное произошло. В любом случае, соглашение 1153 года между Стефаном и Генрихом Плантагенетом, по которому последний после смерти соперника становился королём, сделало позиции Вильгельма уязвимыми. База его власти в Кенте была основана на опеке над городами к королевскими владениями, а не на феодальных владениях, поэтому была хотя и внушительной, но ненадёжной. В итоге, вскоре после вступления на престол Генриха II Вильгельм вместе с другими фламандцами покинул Англию, хотя никаких свидетельств насильственного изгнания не существует. Новый король отменил его доходы от Кента только в пасху 1157 года; согласно сводной ведомости 1156 года они составляли 440 фунтов, что показывает, какими ресурсами он обладал.
К 1154 году Вильгельм наладил отношения с графом Тьерри Фландрским, поэтому, как считает Р. Илс, он мог получить как минимум часть владений своего отца в Ло. У него хватало ресурсов, чтобы оказать серьёзную помощь в восстановлении пострадавшего от пожара в 1152 году Сен-Бертенскому аббатству. Последнее появление Вильгельма в источниках может быть датировано 1162 годом. Поскольку в хронике графов Фландрии говорится, что он умер через 10 лет после отъезда из Англии, он должен был умереть в 1164 или 1165 году. Похоронили Вильгельма в аббатстве Святого Петра в Ло, которое в 1093 году основал его отец.

## Брак
Жена: неизвестная по имени племянница Кунигунды Бургундской, жены графа Фландрии Роберта II.
В источниках не упоминается, были ли у Вильгельма дети.